# 斯托里冰川
54°47′S 36°1′W / 54.783°S 36.017°W
斯托里冰川（英語：Storey Glacier），是南極洲的冰川，位於南喬治亞島東南端，處於德里加爾斯基港東北部，由英國南極名稱諮詢委員會以地理學家“白賴人‧斯托里”命名，他曾在1976-1978在該處做研究工作。現時由英國海外領土管轄。